# Liana Dumitrescu
Liana Dumitrescu (* 20. Januar 1973 in Craiova, Kreis Dolj, Rumänien; † 27. Januar 2011 in Bukarest) war eine rumänische Politikerin, die sich insbesondere für die mazedonische Minderheit in Rumänien einsetzte.

## Biografie
Nach dem Schulbesuch studierte Liana Dumitrescu Rechtswissenschaft an der Universität Bukarest und schloss dieses Studium 1996 mit einem Lizenziat ab. Nach einer anschließenden kurzen Tätigkeit als Rechtsanwältin wurde sie 1997 Mitarbeiterin der Rechtsabteilung der Abgeordnetenkammer (Camera Deputaților) und stieg dort 2001 zur Büroleiterin auf.
Sie engagierte sich seit 2000 in der Organisation der mazedonischen Minderheit (Asociația Macedonenilor din România) und wurde 2003 deren Vizepräsidentin. Darüber hinaus vertrat sie die Interessen der Organisation zwischen 2001 und 2004 im Nationalrat der Minderheiten (Consiliului Minorităților Naționale) und war während dieser Zeit auch Direktorin der Verlage Editura Macedoneanul und Publicația Macedoneanul.
Bei der Wahl am 28. November 2004 wurde sie schließlich selbst zum Mitglied der Abgeordnetenkammer gewählt und gehörte dieser bis zu ihrem Tode als Vertreterin der mazedonischen Minderheit an. Nach den Parlamentswahlen in Rumänien am 30. November 2008 wurde sie als Mitglied der Abgeordnetenkammer wiedergewählt. Während dieser Zeit war sie Mitglied der Ausschüsse für Recht, Disziplinarmaßnahmen und Immunität, für Informationstechnologien und Kommunikation sowie für Geschäftsordnung.
Am 18. Januar 2011 meldete sich Liana Dumitrescu mit starken Kopfschmerzen im Universitätsklinikum Elias von Bukarest. Die Ärzte diagnostizierten eine Thrombose, an der die Abgeordnete wenige Tage später verstarb.